# Доріс Маккарті
Доріс Маккарті (англ. Doris McCarthy; 7 липня 1910 — 25 листопада 2010) — канадська художниця, яка спеціалізувалася на абстрактних пейзажах.

## Життя та кар'єра
Народившись у Калгарі, Альберта, Маккарті навчалася в Коледжі мистецтва і дизайну Онтаріо з 1926 по 1930 рік, де отримувала різні стипендії та премії. Незабаром вона стала вчителем і найбільше викладала в Центральній технічній школі в Торонто з 1932 року й до виходу на пенсію в 1972 році. Більшу частину свого життя вона провела в Скарборо (Торонто), Онтаріо, хоча багато їздила й за кордон, де малювала пейзажі різних країн, зокрема: Коста-Рика, Іспанія, Італія, Японія, Індія, Англія та Ірландія. Тим не менше, Маккарті, мабуть, була найбільш відома своїми канадськими пейзажами та зображеннями Арктики. У 1989 році вона закінчила Університет Торонто Скарборо зі ступенем бакалавра з англійської мови.
Роботи Маккарті виставлялися в Канаді та інших країнах, як у державних, так і в приватних художніх галереях, зокрема: в Національній галереї Канади, Художній галереї Онтаріо, Галереї Доріс Маккарті в Університеті Торонто Скарборо та Галерея Вініка / Тука.

## Смерть і спадщина
Померла 25 листопада 2010 року.
В Університеті Торонто Скарборо є галерея, названа на її честь. Стежка Доріс Маккарті проходить уздовж яру Белламі, з'єднуючи вулицю Bellehaven Crescent із озером Онтаріо.

## Публікації
Маккарті написала три автобіографії, описавши різні етапи свого життя: «Дурепа в раю» (англ. A Fool in Paradise; Toronto: MacFarlane, Walter & Ross, 1990), «Добре вино» (англ. The Good Wine; Toronto: MacFarlane, Walter & Ross, 1991) та «Дев'яносто років мудрості» (англ. Ninety Years Wise; Toronto: Second Story Press, 2004).

## Нагороди та відзнаки
Доріс Маккарті стала членом Королівської канадської академії мистецтв. Вона була нагороджена Орденом Онтаріо, Орденом Канади, почесними ступенями Університету Калгарі, Університету Торонто, Університету Трента, Університете Альберти та Університет Ніпісінга, отримувала почесну стипендія від Коледжу мистецтв та дизайну Онтаріо.